# Edgewood (Iowa)
Edgewood è un comune degli Stati Uniti d'America, situato nello Stato dell'Iowa, diviso tra la contea di Delaware e la contea di Clayton.